# Janowice Poduszowskie
Janowice Poduszowskie est une localité polonaise de la gmina de Gnojno, située dans le powiat de Busko en voïvodie de Sainte-Croix.

## Situation administrative
De 1975 à 1998, la ville faisait administrativement partie de la province de Kielce.